# ظلم (جنس)
ظِلَم أو ستيفيا (باللاتينية: Stevia)، جنس نباتات يتألف من حوالي 240 نوعًا من الأعشاب والشجيرات في فصيلة النجمية، موطنها المناطق شبه الاستوائية والاستوائية من غرب أمريكا الشمالية إلى أمريكا الجنوبية. يُزرع نوع ظلم سكري في هذا الجنس على نطاق واسع لاستخراج المركبات الحلوة من أوراقه وبيعه كبديل للسكر يُعرف باسم ستيفيا وأسماء تجارية أخرى.

## الوصف النباتي
النبات عشبة معمرة حساسة للصقيع. تتميز أوراقها بنسبة عالية من السكر (أحلى بعشرين إلى ثلاثين مرة من قصب السكر) ولكن مع مستويات منخفضة من السعرات.

## الاستعمالات
يمكن إضافة أوراق الستيفيا مباشرة إلى المشروبات الساخنة مثل الشاي. لا يؤدي استعمال سكر الستيفيا لتسوس الأسنان ومشاكل السكري نظراً لانخفاض سعراته. سكر الستيفيا يغذي البنكرياس ولا يرفع مستويات السكر في الدم، مما يجعله ليس آمنًا فقط ولكن مفيدًا أيضًا لمرضى السكر. بما أنه لا يحتوي سعرات عالية أو كربوهيدرات، يساعد سكر الستيفيا بشكل ممتاز على التخسيس. لا تحتوي النبتة على آثار جانبية سلبية، كما هو الحال مع استخدام مواد التحلية الاصطناعية بما في ذلك الأسبارتام.
الستيفيا تنمو بنجاح من البذور في معظم الترب، ولكن تفضل الطفال الرملي أو الطفال الغني بالمادة العضوية. مع أن تربة موئلها الأصلي حامضية، إلا أن الستيفيا تتحمل طيفًا واسعًا من حموضة التربة.
تتطلب الستيفيا تربة رطبة باستمرار، ولكن ليست مغمورة. أيضا يمكن أن تسبب رطوبة التربة العالية تعفن النباتات. تتوافر الظروف المثالية إذا زرعت النباتات على مساطب مرتفعة (10-15 سم) بعرض 80-100 سم مع صفين من النباتات، بحيث تصرف الرطوبة الزائدة. يمكن إضافة ملش للتربة عندما يصبح الطقس دافئًا باستمرار. تفضل ستيفيا الظل الجزئي في المناخات ذات أشعة الشمس في الصيف القوية (الوطن العربي مثلاً). طول اليوم أكثر أهمية من شدة الضوء. أيام الربيع والصيف الطويلة تؤدي إلى نمو الأوراق، بينما تشجع الأيام القصيرة نمو الأزهار.
ويمكن زراعة نباتات الستيفيا في الداخل في فصل الشتاء مع استخدام ضوء الفلورسنت لمدة 14-16 ساعة يوميا (استخدام جهاز توقيت). كما يمكن استخدام أصص صغيرة بقطر 8-10 سم. يمكن أخذ عقل من هذه النباتات خلال فصل الشتاء لإعطاء نباتات جديدة لفصل الربيع.